# Pseudophacopteron
Pseudophacopteron är ett släkte av insekter. Pseudophacopteron ingår i familjen Phacopteronidae.

## Dottertaxa tillPseudophacopteron, i alfabetisk ordning[1]
- Pseudophacopteron alba
- Pseudophacopteron alstonia
- Pseudophacopteron aphanamixis
- Pseudophacopteron arcuatum
- Pseudophacopteron aulmanni
- Pseudophacopteron benguelense
- Pseudophacopteron bicolor
- Pseudophacopteron caffrariense
- Pseudophacopteron canarium
- Pseudophacopteron carapae
- Pseudophacopteron cuniculus
- Pseudophacopteron eastopi
- Pseudophacopteron electum
- Pseudophacopteron flocossa
- Pseudophacopteron flocosum
- Pseudophacopteron fuscivenosum
- Pseudophacopteron geminum
- Pseudophacopteron hankae
- Pseudophacopteron hollisi
- Pseudophacopteron kala
- Pseudophacopteron khayae
- Pseudophacopteron latipennis
- Pseudophacopteron lautereri
- Pseudophacopteron lecaniodisci
- Pseudophacopteron magnum
- Pseudophacopteron marmoratum
- Pseudophacopteron morion
- Pseudophacopteron nigritulum
- Pseudophacopteron nothospondiadis
- Pseudophacopteron paucivena
- Pseudophacopteron pretoriense
- Pseudophacopteron pusillum
- Pseudophacopteron serrifer
- Pseudophacopteron sodalis
- Pseudophacopteron stigmatum
- Pseudophacopteron tamessei
- Pseudophacopteron tuberculatum
- Pseudophacopteron wagneri
- Pseudophacopteron verrucifrons
- Pseudophacopteron zimmermanni